# IUPAC有机化学命名法
国际纯粹与应用化学联合会有机化学命名法（英語：IUPAC nomenclature of organic chemistry），简称IUPAC有机化学命名法或IUPAC有机物命名法，是国际纯粹与应用化学联合会（IUPAC）推荐命名有机化合物的系统方法。其前身为1892年日内瓦国际化学会的系统命名法。该命名方法发表于1979年《有机化学命名法（Nomenclature of Organic Chemistry）》一书中，非正式名称为《蓝皮书》（Blue Book）。理想情况下，每一种可能的有机化合物都应该有一个名称，以便能够创建明确的结构式。该法其实并不是严格的系统命名法，因为它同时接受一些物质和基团的惯用普通命名。此外，IUPAC还提供了无机化学命名法。
中文的系统命名法是中國化學會於1932年在英文IUPAC命名法的基礎上，结合漢字之特點所訂定之《化學命名原則》，於1944年再版發行，並於日後數次修訂再版。现行版为2017版。

## 一般规则

### 取代基的顺序规则
当主链上有多种取代基时，由顺序规则决定名称中基团的先后顺序。一般的规则是：
1. 比较主链碳原子上所连各支链、取代基的第一个原子的原子序数的大小（同位素按相对原子质量的大小），原子序数较大者为“较优”基团。序数越大，顺序越高。註：通常情况下，序数越大，相对原子质量也越大。故也可比较相对原子质量。例如:{\displaystyle {\ce {I>Br>Cl>F>O>N>C}}}
2. 如果第一个原子相同，那么比较它们第一个原子上连接的原子的顺序；如有双键或三键，则视为连接了2或3个相同的原子。

以次序最高的官能团作为主要官能团，命名时放在最后。其他官能团，命名时顺序越高名称越靠前。例如:{\displaystyle {\ce {-CH2Br>CH3}}}
这两个基团的第一个原子相同（均为C原子）,则比较C原子上所连的原子，分别是Br,H,H(按原子序数由大到小排列)与H,H,H，因为Br>H,所以-CH2Br>-CH3。

### 主链或主环系的选取
以含有主要官能团的最长碳链作为主链，靠近该官能团的一端标为1号碳。
如果化合物的核心是一个环（系），那么该环系看作母体；除苯环以外，各个环系按照自己的规则确定1号碳，但同时要保证取代基的位置号最小。
支链中与主链相连的一个碳原子标为1号碳。

## 数词
- 位置号用阿拉伯数字表示。
- 官能团的数目用汉字数字表示。
- 碳链上碳原子的数目，10以内用天干表示，10以外用汉字数字表示。

## 各类化合物的具体规则

### 烷烃（CnH2n+2）
1. 找出最長的碳鏈當主鏈，依碳數命名主鏈，前十個以天干（甲、乙、丙...）代表碳數，碳數多於十個時，以中文數字命名，如：十一烷。
2. 從最近的取代基位置編號：1、2、3...（使取代基的位置數字越小越好，多取代基注意检验第一数字是否最小）。以數字代表取代基的位置。數字與中文數字之間以 “-”（不含引號） 隔開。
3. 有多個取代基時，以取代基數字最小且最長的碳鏈當主鏈，並依甲基、乙基、丙基的順序列出所有取代基。
4. 有兩個以上的取代基相同時，在取代基前面加入中文數字：一、二、三...，如：二甲基，其位置以“,”（不含引號）隔開，一起列於取代基前面。

### 烯烃（CnH2n）
1. 命名方式与烷烃类似，但以含有双键的最长链当做主链。
2. 以最靠近雙鍵的碳開始編號，分別標示取代基和雙鍵的位置。
3. 若分子中出現二次或以上的雙鍵，則以“二烯”或“三烯”命名。
4. 烯類的异构体中常出現顺反异构体，故須註明“順”或“反”，或使用E/Z标记。

### 炔烃（CnH2n-2）
1. 命名方式與烯類類似，但以含有叁键的最長链當作主鏈。
2. 以最靠近叁键的碳開始編號，分別標示取代基和叁键的位置。
3. 炔類沒有順反異構物但常溫下八元環以上的環炔可穩定存在。
4. 分子中既有双键又有三键时，名字以烯先炔后，分别标注位置号，碳数写在“烯”前面。

### 卤代烃·醚
1. 卤代烃命名以相应烃作为母体，卤原子作为取代基。
2. 如有碳链取代基，根据顺序规则碳链要写在卤原子的後面；如有多种卤原子，列出次序为碘、溴、氯、氟。
3. 醚的命名以碳链较长的一端为母体，另一端和氧原子合起来作为取代基，称烃氧基。

### 醇（CnH2n+1OH）
1. 醇的命名，以含有醇羟基的最长碳链为主链；
2. 由这条链上的碳数决定叫某醇，编号时让醇羟基的位置号尽量小；
3. 其他基团按取代基处理。
4. 主链上有多个醇羟基时，可以按羟基的数目分别称为二醇、三醇等。

### 醛（CnH2n+1CHO）
1. 醛的命名，以含有醛基的最长的碳链为主链，其他部分作为取代基；
2. 决定名称的碳数包括醛基的一个碳。
3. 如果有多个醛基，则以含有2个醛基的最长碳链为主链，称二醛。
4. 醛基作取代基时称甲酰基（或氧代）。

### 酮(CnH2n+1COCn'H2n'+1)
1. 以含有酮羰基最长的碳链为主链，按此链上的碳数（包括该羰基）称为“某酮”；并把羰基的位置号标在前面，尽量使位置号最小。
2. 如果主链上有多个羰基，可称为二酮、三酮等。
3. 羰基作取代基时称“氧代”。

### 羧酸（CnH2n+1COOH）
1. 以含有羧基的最长碳链为主链，依照碳数（包括羧基）称为某酸。
2. 主链上有2个羧基时，称为二酸。

### 羧酸酐
1. 以形成酸酐的酸的名称称呼酸酐，再加“酐”字。
（如：{\displaystyle {\ce {CH3CO-O-CO-C2H5}}}——乙酸丙酸酐）
2. 若形成酸酐的两分子酸相同，直接称为“某酸酐”。

### 酯
1. 以形成酯的酸和醇的名称命名，称为某酸某（醇）酯或某醇某酸酯。
2. 若有多个醇或酸分子参与成酯，那么要在相应的醇或酸前面加上数目。

### 胺类
1. 以与氮原子相连的最长碳链为主链，按照该链上的碳原子数称为“某胺”；
2. 若是亚胺，氮原子上的较短烃基视作取代基，命名时称“N-某基”（N表示取代基连在氮上）

### 脂环烃类
单脂环烃
1. 环烷烃的命名与烷烃类似，直接在烷類前面加“環”字即可。
2. 环烯烃的命名与烯烃类似，編號由雙鍵先設定為 1 , 2 號碳。

桥环烷烃
1. 桥环烷烃中，多个环公用的碳原子称为桥头碳；
2. 给碳原子编号，从一个桥头碳原子开始，依照环由大到小顺序编完所有的碳原子；
3. 命名时，先称环的个数，然后在中括号里标明各个环上桥头碳之间的碳原子的个数，数字之间用点分隔，数字的个数总比环数多一个；
4. 最后，按照环系上碳原子的个数，称为“某烷”。

如：
称为二环[3.2.0]庚烷。
螺环烷烃
1. 螺环烷烃中，两个环公用的一个四级碳原子称为螺原子；
2. 编号从小环开始，1号碳是紧挨螺原子的一个碳原子；
3. 命名时，先称“螺”字，然后在中括号里标明各个环上非螺原子的个数，数字之间用点分隔；
4. 最后，按照环系上碳原子的个数，称为“某烷”。

如：
称为螺[3.5]壬烷。
多环烯、炔烃
1. 按照多环烷烃的规则命名，编号时尽量使重键的位置号最小，再把“烷”字换成“烯”或“炔”即可。

### 芳香族化合物
苯环系
1. 苯的卤代物、烷基代物等，先称呼取代基的位置号和名称，再加“苯”字。甲基、乙基等简单烷基的“基”字可以省去。（如：1,2-二甲苯）
2. 苯的烯、炔、醇、醛、酮、羧酸、磺酸、胺基代物等，以取代基的原形作为母体，先称“苯”（表示苯基），再称取代基的原形，编号时以取代基为主链，苯环为支链，与取代基相连的碳为1号碳。（如：苯乙烯）
3. 芳烃的羟基代物称为酚，对于苯来说是苯酚。苯环上直接连有两个羟基时叫苯二酚。

其他环系
各种芳环系都有不同的名字，其取代物的命名方法和苯环类似。但这些环系一般都固定了编号的顺序（而不是像苯环一样只由取代基决定）：
萘环系
蒽环系
等等。

### 杂环化合物
1. 把杂环看作碳环中碳原子被杂原子替换而形成的环，称为“某杂（环的名称）”；（如：氧杂环戊烷）
2. 给杂原子编号，使杂原子的位置号尽量小。
3. 其他官能团视为取代基。

CCS 2017命名原则建议基础化合物（官能团）的命名依照汉奇-威德曼杂环命名系统进行，例如对二𫫇己熳的优先IUPAC名称是“1,4-二氧杂环己熳”（1,4-Dioxine），而“1,4-二氧杂-2,5-环己二烯”（1,4-Dioxacyclohexa-2,5-diene）仅用作IUPAC系统名称。